# Agenzia per l'energia nucleare
L'Agenzia per l'energia nucleare (AEN), in lingua inglese Nuclear Energy Agency (NEA), è un'organizzazione internazionale intergovernativa sotto l'egida dell'Organizzazione per la cooperazione e lo sviluppo economico (OCSE).
Fondata il 1º febbraio 1958 col nome di European Nuclear Energy Agency (ENEA), cambiò la sua denominazione nel 1972 con l'adesione del Giappone.
La missione dell'AEN è di assistere i suoi Stati membri al fine di mantenere e sviluppare ulteriormente (attraverso una cooperazione internazionale) le basi scientifiche, tecnologiche e legali richieste per un uso sicuro, rispettoso dell'ambiente ed economico dell'energia nucleare a scopi pacifici.
L'AEN lavora in stretta relazione con l'Agenzia internazionale per l'energia atomica dell'Organizzazione delle Nazioni Unite e con la Commissione europea di Bruxelles.
All'interno dell'OCSE, si coordina con l'Agenzia internazionale dell'energia e in particolare con il Direttorio dell'Ambiente, così come con altri direttori laddove appropriato.

## Nazioni membri

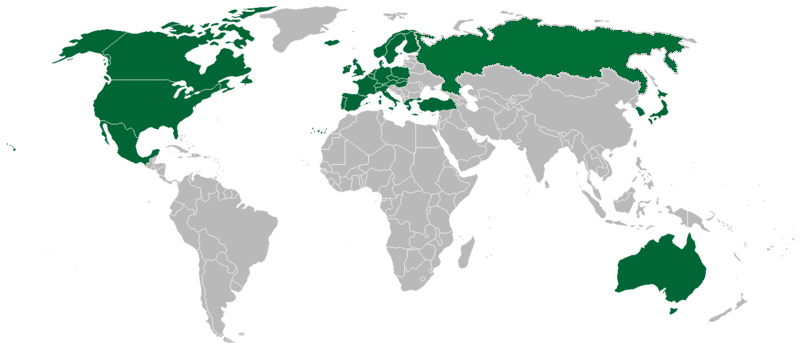
Nazioni membri dell'AEN al 2017.

A fine 2017, l'AEN è partecipata dalle seguenti trentatre nazioni (elencate in ordine alfabetico):
| Argentina Australia Austria Belgio Canada Corea del Sud Danimarca Finlandia Francia Germania Giappone Grecia Irlanda Islanda Italia Lussemburgo | Messico Norvegia Paesi Bassi Polonia Portogallo Regno Unito Rep. Ceca Romania Russia Slovacchia Slovenia Spagna Stati Uniti Svezia Svizzera Turchia Ungheria |

Detti Stati rappresentano insieme l'85% della produzione mondiale di energia nucleare, fonte che fornisce nelle nazioni dell'AEN circa un quarto di tutta l'elettricità generata.